# Велика жупа Лівац-Заполє
Велика жупа Лівац-Заполє (хорв. Velika župa Livac-Zapolje) — адміністративно-територіальна одиниця Незалежної Держави Хорватії (НДХ), що існувала з 15 липня 1941 до 1945 року на території сучасних Хорватії та Боснії і Герцеговини. Адміністративний центр — Нова Градишка.
Цивільною адміністрацією у великій жупі керував великий жупан, якого призначав поглавник (вождь) Анте Павелич.
Велика жупа поділялася на райони, які називалися «котарські області» (хорв. kotarske oblasti) і збігалися в назві з їхніми адміністративними центрами:
- Босанська Градишка
- Босанська Дубиця
- Дарувар
- Нова Градишка
- Новска
- Пакраць
- Пожега
- Прнявор

Крім того, в окремі адміністративні одиниці було виділено міста Нова Градишка і Прнявор.
З воєнних причин 13 грудня 1944 року у великій жупі було оголошено надзвичайний стан, тому цивільну владу замінила військова. Питання цивільного управління перейшли до військового командувача району Вука, Бараня і Посав'є. 27 березня 1945 року питання цивільного управління перебрав на себе керівник цивільної адміністрації як спеціальний уповноважений для того району.